# Плеяды (группа вулканов)
Плеяды — потухший стратовулкан в Антарктиде. Вулкан имеет высоту 3040 метров. Вулкан сильно разрушен и имеет 16 кратеров, вытянувшихся в длину на 13 километров. Вулканическая деятельность началась около 830 тысяч лет тому назад, основная активность началась около ста тысяч лет тому назад, а последний раз вулкан извергался в 1050 году до нашей эры ± 1000 лет.
Состоит из недонасыщеной кремнезёмом щелочной лавы, компоненты которой варьируются от базанитов/тефритов до перщелочных трахитов. Крупнейший кратер — гора Атлант (Mt. Atlas); кроме неё в состав группы входит гора Плеона (Mt. Pleiones) и конусы Тайгета англ. Tayget, Алкиона (Alcyone).